# Per-Gunnar Fernander
Per Gunnar (Per-Gunnar) Fernander, född 25 augusti 1921 i Nyköping i Södermanlands län, död 14 juni 2018 i Sollentuna distrikt i Stockholms län, var en svensk militär.

## Biografi
Fernander avlade studentexamen i Karlskrona 1940. Han avlade marinofficersexamen vid Sjökrigsskolan 1943 och utnämndes samma år till fänrik vid Karlskrona kustartilleriregemente, varefter han befordrades till löjtnant 1945. Han studerade vid Sjökrigshögskolan 1951–1952, befordrades till kapten 1952, tjänstgjorde vid Marinens underofficersskola 1953–1954 samt tjänstgjorde vid Marinstaben 1955–1958 och 1961–1962. År 1962 befordrades han till major, varpå han var lärare vid Kustartilleriets skjutskola 1962–1965, befordrades till överstelöjtnant 1965, tjänstgjorde vid Gotlands kustartillerikår 1965–1966 och var chef för Kustartilleriets utbildningsavdelning vid Marinstaben 1966–1970. År 1970 befordrades han till överste samt var chef för Marinlinjen och stabschef vid Militärhögskolan 1970–1977. Han var chef för Vaxholms kustartilleriregemente 1977–1981.
Per-Gunnar Fernander invaldes 1969 som ledamot av Kungliga Örlogsmannasällskapet. Han är begravd på Silverdals griftegård i Sollentuna.

### Utmärkelser
- Riddare av första klass av Svärdsorden, 1962.[7]